# Marron
Marron（マロン）は有限会社マロンのアダルトゲームのブランドである。作品の販売はホビボックス系列である。日本語訳から栗の通称で呼ばれることがある。

## 概要
コンシューマ系のゲームソフト会社で企画に携わっていた竹井10日が独立して設立し、2001年の『秋桜の空に』でデビュー。わずか1作品しか発売されていないにもかかわらず、ブランドオンリーの同人誌即売会「クリケット」が開催されるまでの人気がでる。
『秋桜の空に』で姉萌えとダダ甘を広め、またツンデレの語源に関わっているブランドとして知られており、同作の後の作品への影響は大きいものがある。また、ブランド名にちなんでどの作品にも栗好きのキャラクターが登場する。本ブランドのファンは栗っ子と呼ばれる。
作品はシナリオライターの竹井10日の作風により、ギャグ色が非常に強いという特徴がある。また、Hシーンのシチュエーションが特殊なものが多い。シナリオはいいのだが、システム面でユーザインターフェイスの不備・バグが多い・重いなどといった問題も多い。また、公式サイトの情報や更新も非常に少ない。
ホビボックスがレコードレーベルHOBiRECORDSを持っていることもあり、同レーベルで自作品のドラマCD化も手がけている。『秋桜の空に』ドラマCD版の長期シリーズ化や竹井10日が角川スニーカー文庫で一般のライトノベル作品（詳しくは『ポケロリ』の項を参照のこと）も執筆するようになったことからしばらく新作が発表されていなかったが、2005年12月に久々の新作『ひまわりのチャペルできみと』の制作が発表され、2007年に発売された。
基本的に作品の発表間隔が長く、寡作傾向にある。とはいえ、前述のとおりそれなりに人気のあるブランドである。
2018年現在、サイトは別人のサイトになっている。

## 作品リスト
- 秋桜の空に（2001年7月27日発売）
- お姉ちゃんの3乗（2003年7月25日発売）
- ひまわりのチャペルできみと（2007年8月24日発売）